# Parco naturale di Tanesashi Kaigan Hashikamidake
Il Parco naturale di Tanesashi Kaigan Hashikamidake (種差海岸階上岳県立自然公園?, Tanesashi Kaigan Hashikamidake kenritsu shizen-kōen) è un parco nazionale nella parte meridionale della prefettura di Aomori.
Istituito il 10 giugno 1953,  in seguito al Terremoto e maremoto del Tōhoku del 2011, è stato incorporato con il Parco nazionale di Rikuchū Kaigan nel Parco nazionale di Sanriku Fukkō. Il parco, che si estende tra le città di Hachinohe e Hashikami, prende il nome dalla vicinanza della Costa di Tanesashi e del Monte Hashikami.